# القوات الخاصة لأمن الطرق

لواء / محمد بن برجس الدوسري عندما كان برتبة عميد وهو بجولة تفقدية في قيادة أمن طرق الأفلاج

القوات الخاصة لأمن الطرق هو أحد الأجهزة الأمنية التابعة للأمن العام السعودي التابع لوزارة الداخلية السعودية، ومهامه الأساسية حفظ الطرق السالكة بين مدن ومحافظات السعودية من الجرائم وقطاع الطرق والإرهاب.

## نبذة عامة
دور القوات الخاصة لأمن الطرق توفير الأمان العالي لمرتادي الطرق، والمحافظة على سلامتهم باستخدام أحدث وسائل الأمان والنقل على مستوى العالم، كما يتم تقديم الخدمات الإنسانية اللازمة، وتقديم يد العون لكل من يعبر فوق هذه الطرق كإرشاد التائهين وإصلاح المشاكل في المركبات حال حدوث ذلك، أو توفير الوقود لمن انقطع بهم السبيل، والوقوف وتأمين السلامة للمركبات في حال الإصلاح، حتى لو استدعى ذلك وقتاً طويلاً، إضافةً إلى مرافقة ضيوف بيت الله الحرام منذ دخولهم أرض السعودية عبر البر وحتى الوداع.

## التأسيس والتاريخ
في عهد خادم الحرمين الشريفين الملك فهد بن عبد العزيز صدر أمر إحداث جهاز القوات الخاصة لأمن الطرق بالأمر السامي رقم 8961 ورقم 8963 في 20 جمادى الأولى 1414هـ بعد ظهور الحاجة إلى إنشائه، وبعد ما بدأت شبكات الطرق العملاقة التي شقتها وزارة النقل لتربط جميع مناطق ومدن وقرى وهجر المملكة بعضها ببعض، وكان قرار إنشاء هذا الجهاز استكمالاً للمنظومة الأمنية ومهمته "تحقيق الأمن الشامل والطمأنينة على الطرق الخارجية بين مناطق ومدن وقرى وهجر المملكة على خطوات:
- المرحلة الأولى: إحداث قيادات أمن الطرق بالمناطق السبع: الرياض، الشرقية، مكة المكرمة، المدينة المنورة، نجران، القصيم، حائل.
- بتاريخ 19 ربيع الآخر 1414هـ تم تشغيل القوة الخاصة لأمن الطرق بمنطقة تبوك ليصبح مجموع المناطق الإدارية ثماني مناطق.
- إسناد مهمة مرافقة المركبات التي تنقل الأموال من مدينة إلى أخرى عبر الطرق الطويلة والخطوط الخارجية إلى القوات الخاصة لأمن الطرق.
- إسناد مهام نقاط التفتيش على مداخل المدن وعلى الطرق للقوات الخاصة لأمن الطرق والتي بلغ عددها اثنتي عشرة نقطة تفتيشفية حينه، ولتطور أداء المهام التي يقوم بها الجهاز تم إسناد العديد من المهام لهذا الجهاز.
- أصبحت دوريات القوات الخاصة لأمن الطرق تغطي جميع المناطق الإدارية وعددها (13) منطقة، والتوسع مستمر لتغطية الطرق التي تربط المدن والمحافظات والمراكز.
- في بداية فترة التشغيل واجه جهاز أمن الطرق العديد من الصعوبات التشغيلية، ولعل من أبرز تلك الصعوبات أطوال الطرق المراد تغطيتها بدوريات أمن الطرق والتي تربو على (44.000) أربعة وأربعين ألف كيلومتر يلزم تغطيتها بطريقة منظمة وصحيحة وفعالية تحقق الربط بين كافة محاور الربط، وكون الجهاز غير مسبوق في الشرق الأوسط والكثير من دول العالم سواء من حيث أهدافه وصعوبة إيجاد المكان المناسب لتشغيل مراكز انطلاق دوريات أمن الطرق في مواقع بعيدة عن الحد الأدنى من الخدمات لرجال أمن الطرق؛ فقد تم في البداية التشغيل بتجهيزات من الخيام إلى أن تم استبدالها بمبان جاهزة.
- ولطبيعة المهام الأمنية التي يزاولها رجال أمن الطرق وقيامهم بواجبهم الأمني يتعرضون للمخاطر في سبيل استتباب الأمن والسلامة لمستخدمي الطرق فقد جرى تجهيز رجال أمن الطرق بالتجهيزات اللازمة من تسليح ووسائل سيطرة أمنية ومرورية وأجهزة تحكم.[1]
- في يناير 2024م كشفت القوات الخاصة لأمن الطرق عن هويتها الجديدة تزامناً مع مرور 35 سنة على انطلاق القوات.[3][4]

## المهام
مهام القوات الخاصة لأمن الطرق وتطبيقها لمفهوم الأمن الشامل على الطرق الخارجية
أمنية جنائية:
- أمنية، جنائية
- مباشرة الحوادث الأمنية.
- مباشرة و ضبط الجرائم الجنائية والعمل على الحد من وقوعها.
- ضبط قضايا الأسلحة و المخدرات على الطرق الخارجية.

خدماتية:
- مباشرة الحالات الطارئة وفك الاحتجاز والإنقاذ بالتعاون مع الدفاع المدني.
- تقديم الإسعافات الأولية وتسهيل نقل المصابين بالتعاون مع الهلال الأحمر.
- استقبال بلاغات طلب الخدمة أو المساعدة.

مرورية:
- مباشرة الحوادث المرورية والتحقيق الأولي، و العمل على الحد من وقوعها، وخفض نسبة الحوادث والإصابات والوفيات على الطرق خارج المدن.
- ضبط سلوك المخالفين ورفع مستوى وعي مستخدمي الطريق.

نظامية:
- ضبط مخالفي النظام العام.
- التعاون مع الجوازات لضبط مخالفي نظام العمل والإقامة.
- تطبيق أنظمة الدولة على الطرق الخارجية.

المهام الموسمية: تطبيق التعليمات المنظمة للحج والعمرة، وخدمة قاصدي الحرمين الشريفين، وغيرها.
المهام المشتركة: لتطبيق مختلف أنظمة القطاعات: الهيئة العامة للنقل، وزارة النقل والخدمات اللوجستية، وزارة البيئة والمياه والزراعة، وزارة البلديات والإسكان، وغيرها.